# Berrien
Berrien (bretonisch Berrien) ist eine französische Gemeinde im Département Finistère in der Bretagne mit 920 Einwohnern (Stand 1. Januar 2022).

## Lage
Der Ort liegt im Regionalen Naturpark Armorique an den Ausläufern des Höhenzuges Monts d’Arrée in einer hügeligen und waldreichen Umgebung.
Morlaix liegt 20 Kilometer nördlich, Brest 52 km westlich, Rennes 155 km ostsüdöstlich und Paris etwa 450 km östlich. An der südwestlichen Gemeindegrenze verläuft das Flüsschen Fao, im Nordosten der Beurc’hoat, beide sind Zuflüsse der Aulne.
Der etwa 6,0 m hohe Menhir von Kerampeulven steht südlich von Berrien.

## Bevölkerungsentwicklung
| Jahr                       | 1962 | 1968 | 1975 | 1982 | 1990 | 1999 | 2007 | 2017 |
| Einwohner                  | 1331 | 1179 | 1069 | 1018 | 1005 | 940  | 953  | 919  |
| Quellen: Cassini und INSEE |      |      |      |      |      |      |      |      |

## Verkehr
Berrien liegt abgelegen von den Hauptverkehrswegen. Bei Morlaix und Landivisiau befinden sich die nächsten Abfahrten an der Schnellstraße E 50 (Rennes-Brest) und Regionalbahnhöfe an der parallel verlaufenden Bahnlinie.

## Sehenswürdigkeiten
- Kirche Saint-Pierre
- Kapelle Sainte-Barbe, 1955 durch ein Feuer zerstört
- Menhir von Kerampeulven Monument historique

Siehe auch: Liste der Monuments historiques in Berrien

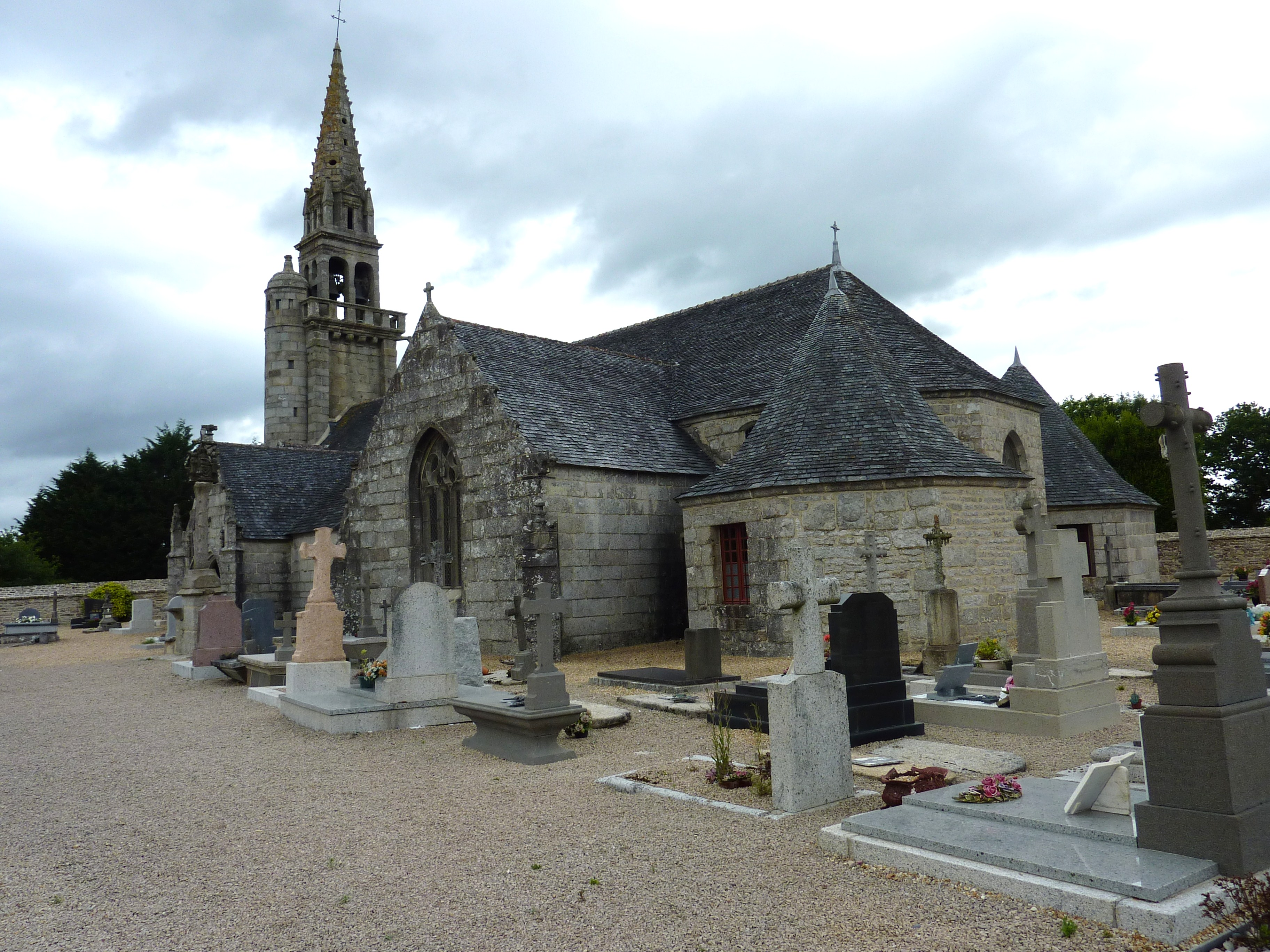
Kirche Saint-Pierre
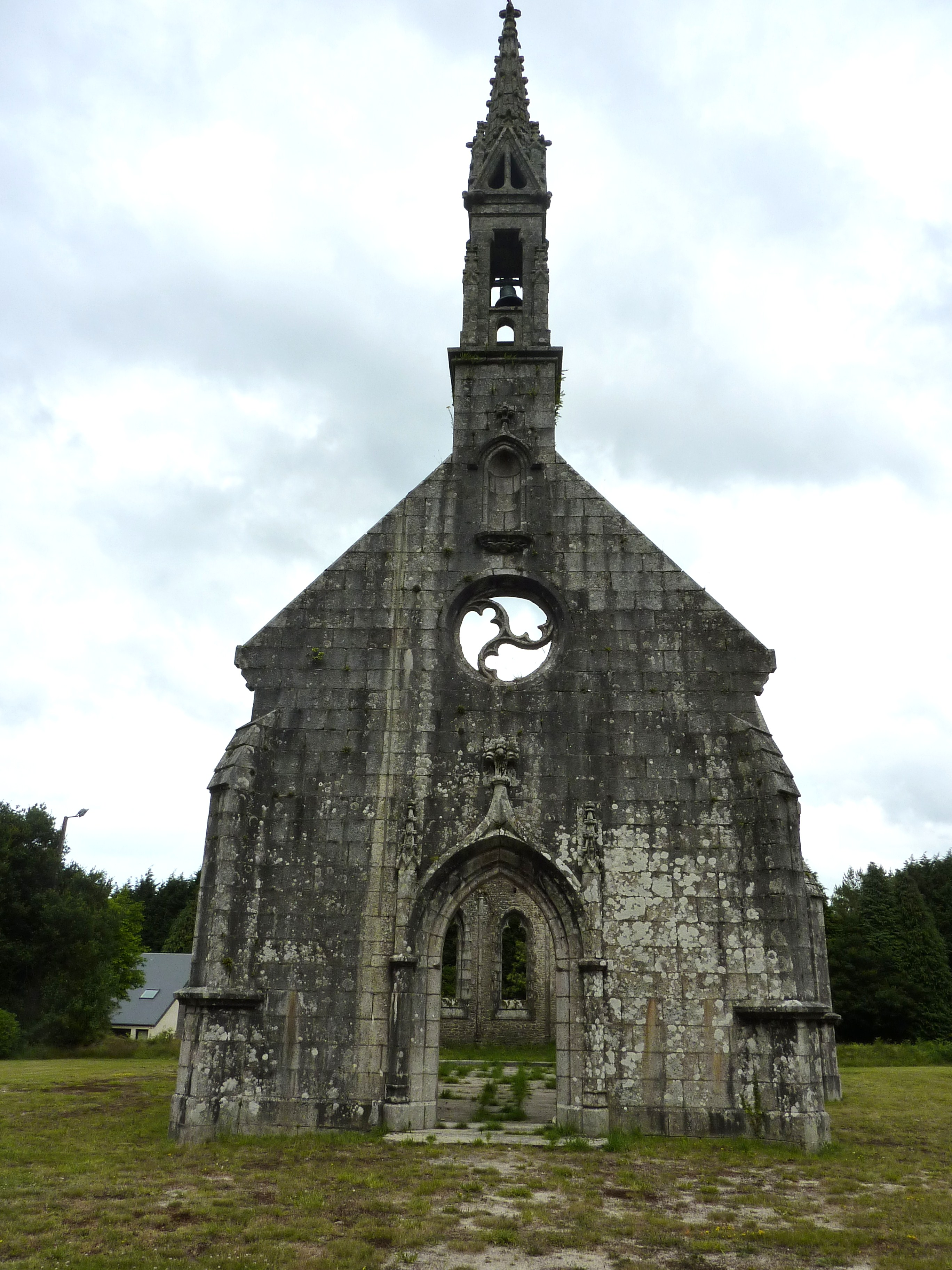
Kapelle Sainte-Barbe
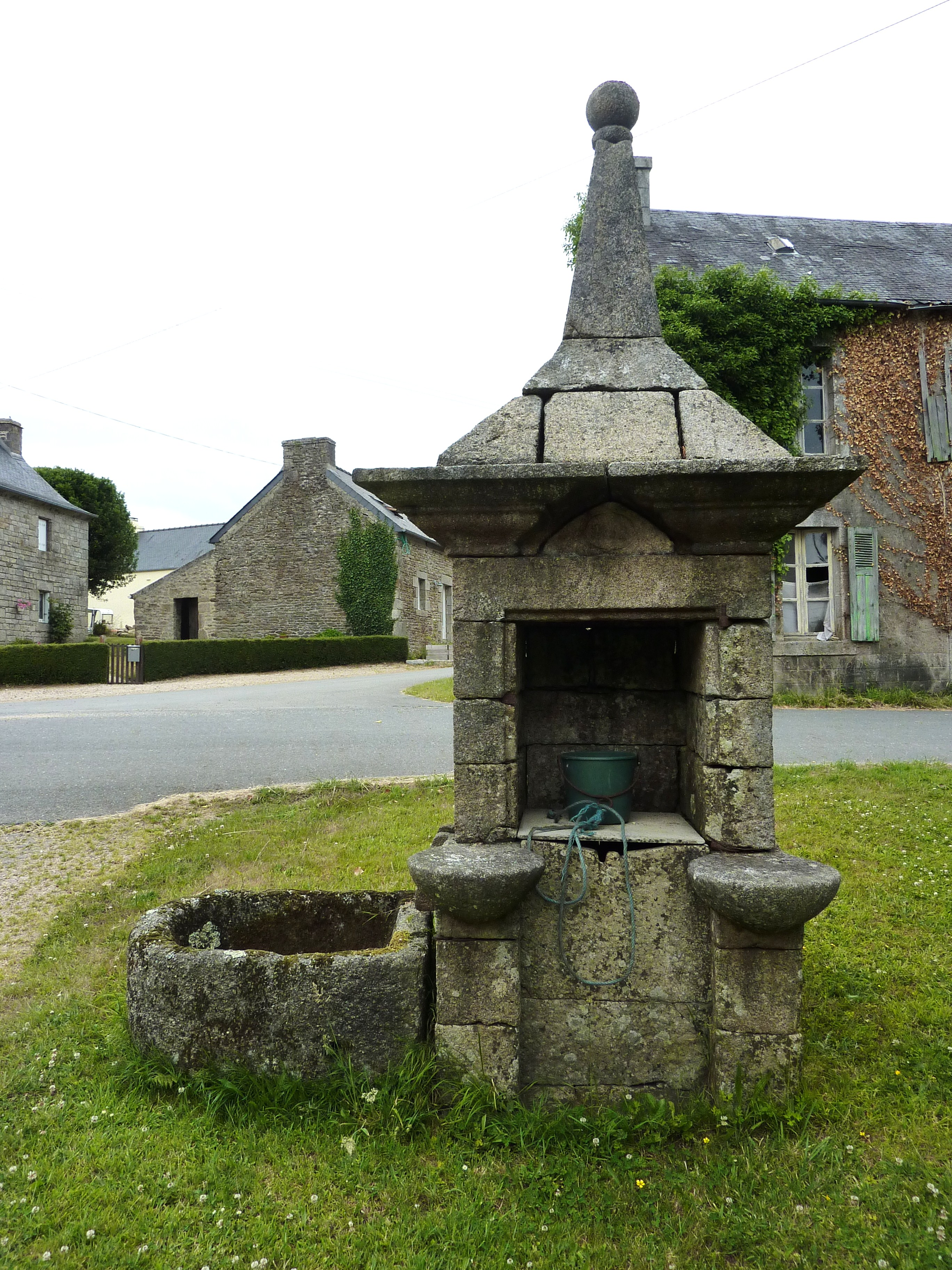
Ein Brunnen in Berrien
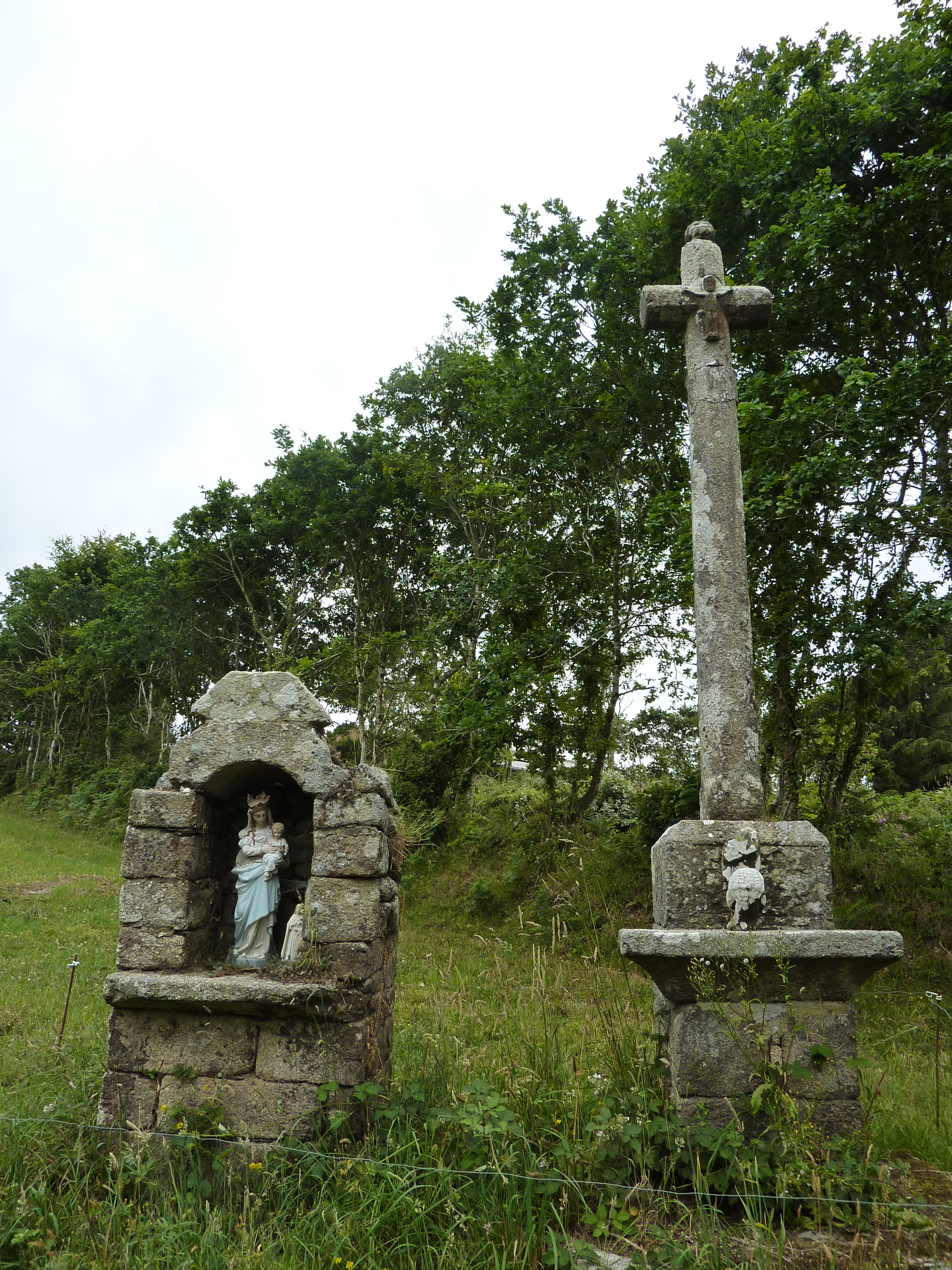
Calvaire und Pietà
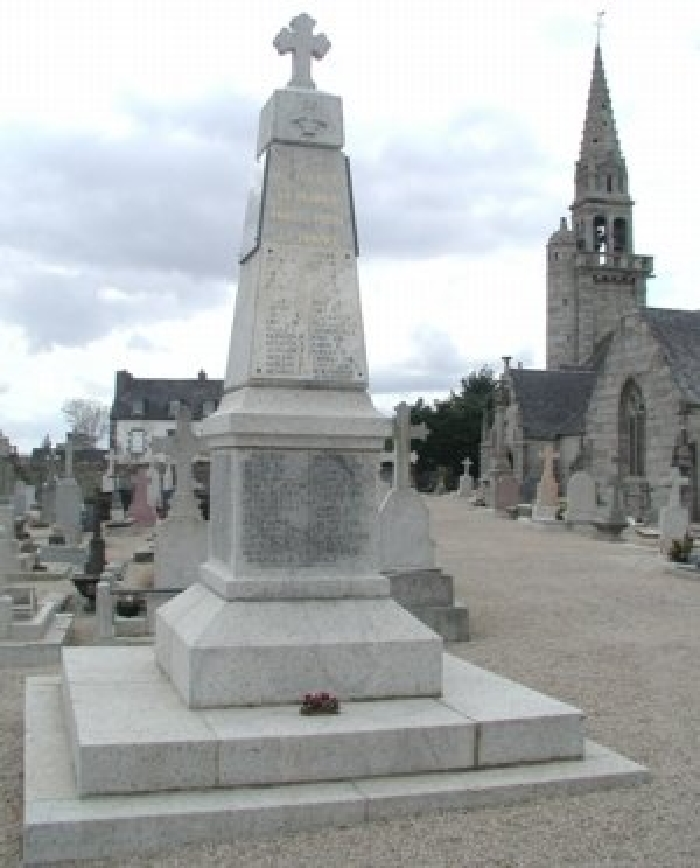
Gefallenendenkmal
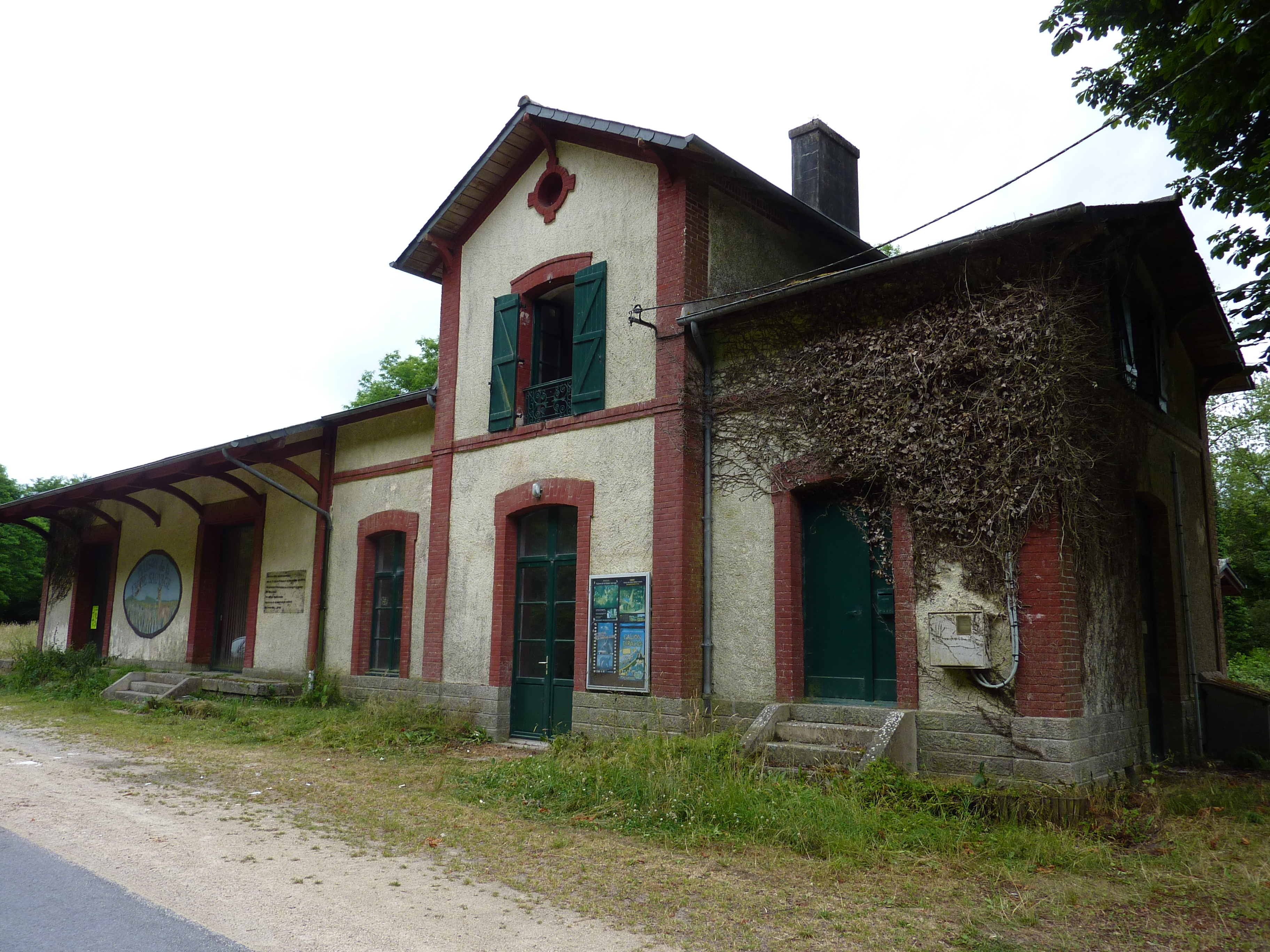
Bahnhof Berrien-Scrignac
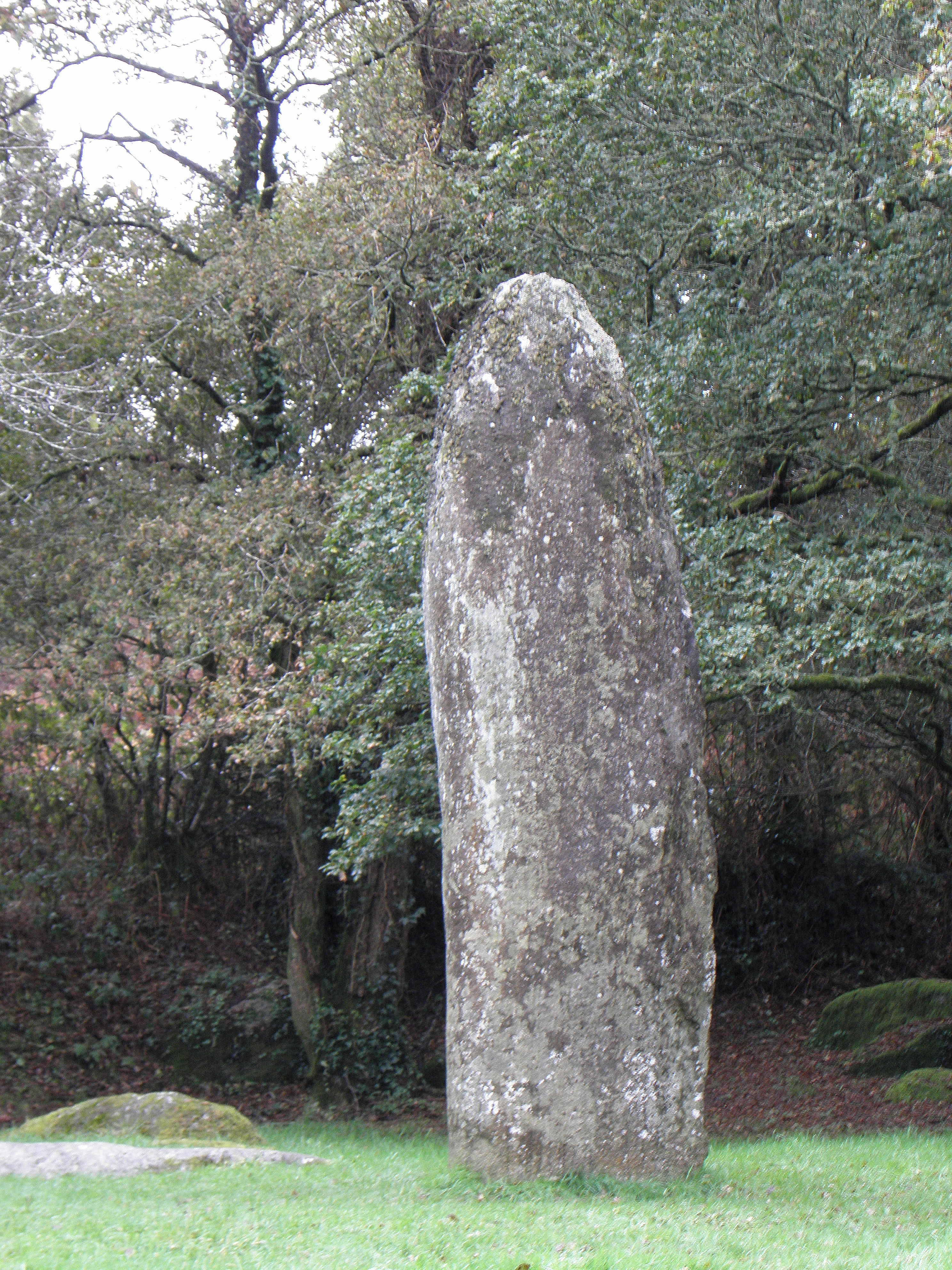
Menhir de Kerampeulven